# Gilmer
Gilmer är en småstad (town) i den amerikanska delstaten Texas med en yta av 12 km² och en folkmängd som uppgår till 4 799 invånare (2000). Gilmer är administrativ huvudort i Upshur County. Orten har fått sitt namn efter USA:s marinminister Thomas Walker Gilmer som omkom i en explosion den 28 februari 1844 tillsammans med utrikesministern Abel P. Upshur som gav namnet åt Upshur County.

## Kända personer från Gilmer
- Don Henley, sångare och trummis
- Manuel Johnson, utövare av amerikansk fotboll
- Freddie King
- Johnny Mathis, sångare